# Северный вокзал (Вена)
Северный вокзал Вены (нем. Wien Praterstern) — одна из крупнейших железнодорожных станций Вены. Находится в районе Леопольдштадт, недалеко от Пратера. Вокзал впервые открыт 6 января 1838 года в качестве конечной станции Северной железной дороги (Nordbahn), соединившей Вену и Дойч-Ваграм. В дальнейшем железная дорога была продлена до Бржецлава и далее, соединив Вену с территориями современных Чехии и Польши. Первоначально вокзал прилегал к восточной стороне нынешней улицы Nordbahnstraße, то есть на несколько сотен метров к северу от сегодняшнего местоположения. К востоку от старой территории вокзала до сих пор располагаются пути грузовой станции. В 1859 году, после постройки линии, соединившей Северную и Южную (Südbahn) железные дороги, вокзал перестал быть тупиковым.
С 1959 года станция, название которой название изменено в 2006 году на Вена-Пратерштерн (Wien Praterstern), расположена в центре площади Пратерштерн. В настоящее время используется в качестве остановки пригородных (S-Bahn) и региональных поездов. Со станции есть пересадка на линии метро U1 и U2 (станции Praterstern).
Последняя реконструкция станции начата в 2004 году и окончена в 2008 году.

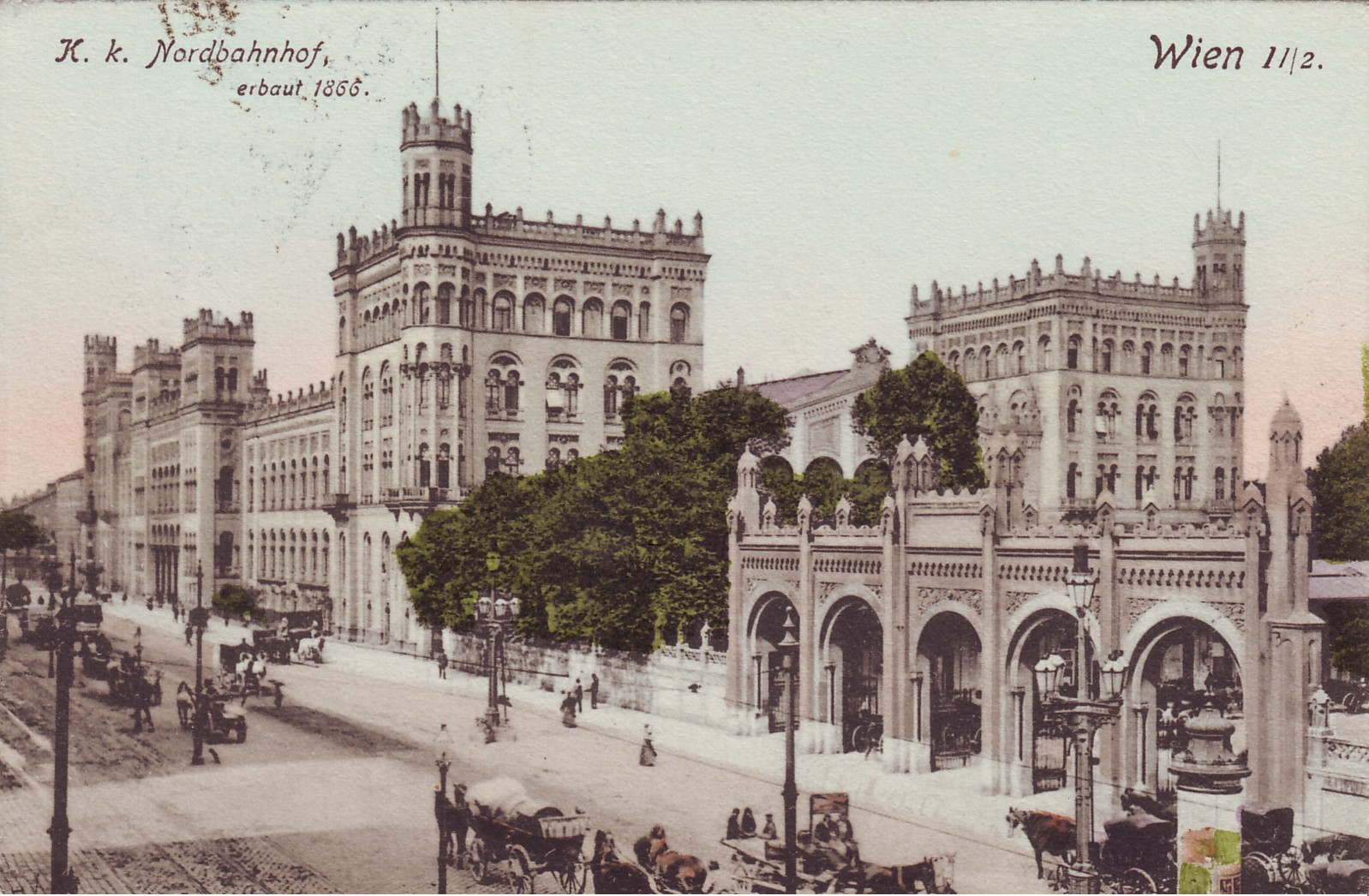
Северный вокзал в 1908 году
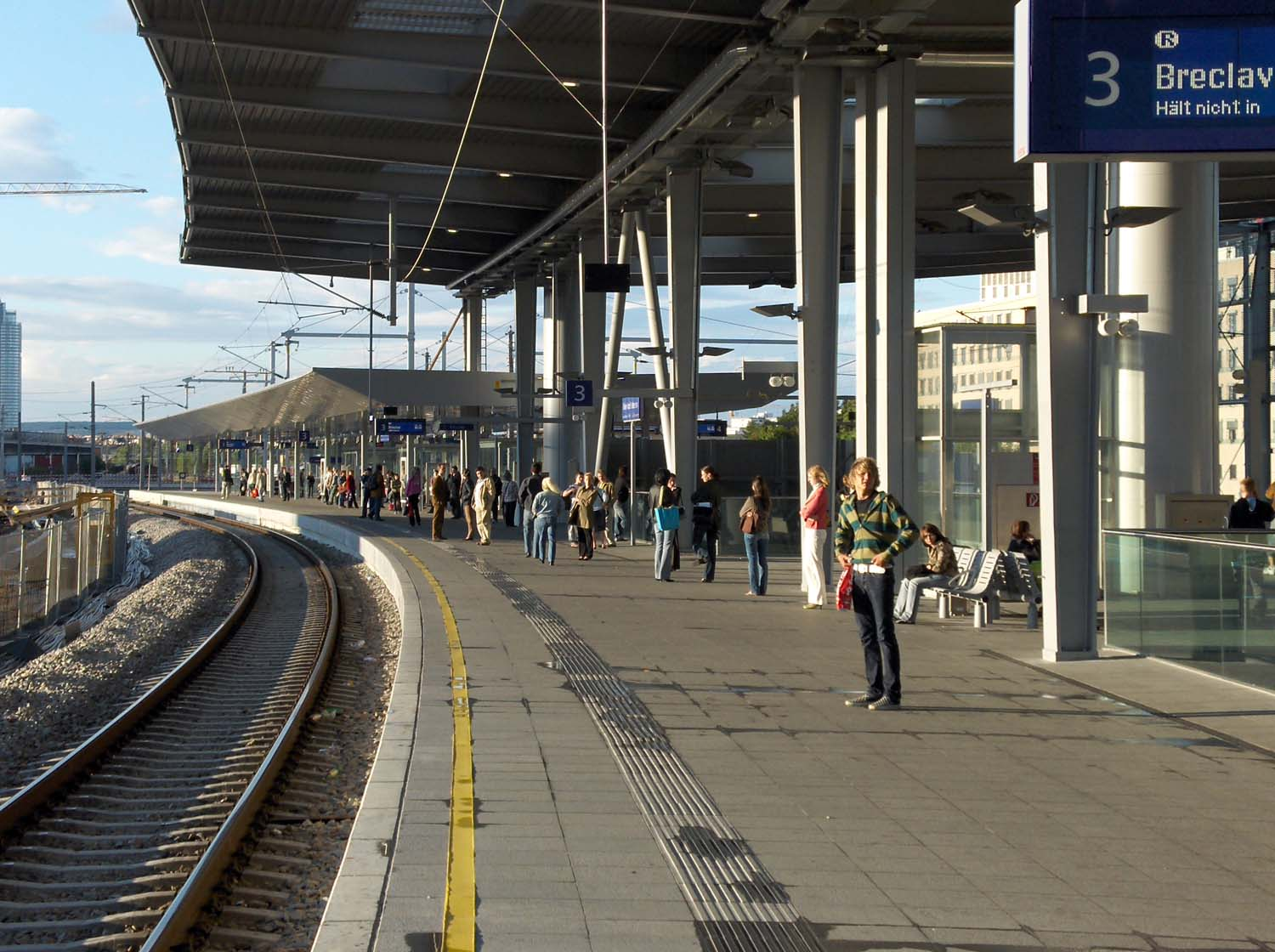
Северный вокзал в 2006